# Coniopteryx diptera
Coniopteryx diptera är en insektsart som beskrevs av Meinander 1971. Coniopteryx diptera ingår i släktet Coniopteryx och familjen vaxsländor. Inga underarter finns listade i Catalogue of Life.